# Tollbuga
A tollbuga (Astilbe) a kőtörőfű-virágúak (Saxifragales) rendjébe és a kőtörőfűfélék (Saxifragaceae) családjába tartozó nemzetség.

## Előfordulásuk
A tollbuga nevű növénynemzetség eredeti előfordulási területe az Amerikai Egyesült Államok keleti felének a középső részén, valamint Indiától kezdve Délkelet-Ázsia és Ázsia keleti partvidékén - északra egészen Oroszországig - van. Japánban, a Fülöp-szigeteken, Indonéziában és Pápua Új-Guineában is őshonosak. Ausztriába és New York államba betelepítette az ember.

## Rendszerezés
A nemzetségbe az alábbi 25 faj és 2 hibrid tartozik:
- Astilbe sect. Astilbe - fajcsoport
  - Astilbe macrocarpa Knoll
  - Astilbe platyphylla H.Boissieu
  - Astilbe rivularis Buch.-Ham. ex D.Don - típusfaj
- Astilbe sect. Simplicifoliae - fajcsoport
  - Astilbe × amabilis H.Hara
  - Astilbe apoensis Hallier f.
  - Astilbe biternata (Vent.) Britton
  - Astilbe crenatiloba (Britton) Small
  - Astilbe formosa (Nakai) Nakai
  - Astilbe grandis Stapf ex E.H.Wilson
  - Astilbe hachijoensis Nakai
  - Astilbe japonica (C.Morren & Decne.) A.Gray
  - Astilbe khasiana Hallier f.
  - Astilbe longicarpa (Hayata) Hayata
  - Astilbe longipilosa Gilli
  - Astilbe macroflora Hayata
  - Astilbe microphylla Knoll
  - Astilbe philippinensis L.Henry
  - Astilbe × photeinophylla Koidz.
  - Astilbe rubra Hook.f. & Thomson
  - Astilbe simplicifolia Makino
  - Astilbe thunbergii (Siebold & Zucc.) Miq.
- Incertae sedis
  - Astilbe glaberrima Nakai
  - Astilbe longipedicellata (Hatus.) S.Akiyama & Kadota
  - Astilbe okuyamae H.Hara
  - Astilbe papuana Schltr.
  - Astilbe shikokiana Nakai
  - Astilbe tsushimensis Kadota